# Кими Райконен
Кими Матиас Райконен (на фински: Kimi Matias Räikkönen, правилен правопис на фамилията Ряйкьонен) (роден на 17 октомври 1979 г. в Еспоо, Финландия) е пилот от Формула 1, Световен шампион във Формула 1 за 2007 година.
Двукратен вицешампион – за 2003 и 2005 г. с Макларън.
Идва във Формула 1 през 2001 г. като пилот на Заубер. Още през следващата година е в Макларън-Мерцедес.
През 2006 година напуска „Макларън“ и се присъединява към тима на Ферари, замествайки отказалият се 7 кратен Световен шампион – Михаел Шумахер. С „Ферари“ печели първото си състезание за Голямата награда на Австралия през 2007 година, като тръгва и от първа позиция на старта. Сезон 2007 се очертава доста добър за Кими Райконен като той печели 5 състезания и след последно състезание той става шампион само с една точка пред новодошлия тогава пилот на Макларън Луис Хамилтън. Кими Райконен не се състезава през сезон 2010, но продължава да получава заплата от Скудерия Ферари в общ размер от 16 млн. евро. На негово място идва испанският пилот Фернандо Алонсо. След две години прекарани по рали трасетата Кими отново се завръща във Формула 1 с отбора на Лотус.

## Формула 1

### Заубер
През септември 2000 г. Кими Райконен е привлечен от Петер Заубер за тест-пилот в отбора му. Още следващия сезон обаче се превръща в титулярен пилот на отбора. Проблеми възникват поради факта, че никога не се е състезавал във Формула 3000 и поради това получава от ФИА специален суперлиценз, за да може да се състезава във Формула 1.

#### 2001
Кими дебютира в Австралия, като е спал 20 минути преди състезанието (финландецът споделя, че много обича да спи и го прави винаги преди състезание и квалификация). Райконен е много спокоен, готин и постоянните сметки са неговата стратегия за състезанията. Затова му лепват прякора „Айсмен“ („Ледения човек“). Други негови прякори са Кимпа, Райка и Кимстер (лепнат му от механиците). Първият му сезон за слабия отбор на Заубер му е сравнително успешен. Пет пъти влиза в точките и 8 пъти завършва сред първите 8. Завършва годината с 9 точки и заедно със съотборника си Ник Хайдфелд помагат на Заубер да запише най-високото си място при конструкторите в крайното класиране – 4-то място.

### Макларън
Само за един сезон във Формула 1 Кими оставя отлични впечатление и още през следващата година преминава в един от най-силните отбори Макларън-Мерцедес като заместник на прекратилия кариерата си негов славен сънародник Мика Хакинен.

#### 2002
Още при дебюта си за тима Райконен се качва на подиума след като завършва трети в първото състезание от сезона в Австралия. Поради много проблеми с двигателя печели само 24т. и 4 подиума за сезона. Същата година въвФранция Кими е на косъм да спечели първото си състезание във Формулата, но заради проблеми с болида малко преди края изпуска победата и завършва втори. Завършва сезон 2002 на 6-о място при пилотите, а тимът му е трети при конструкторите.

#### 2003
Още в първото състезание за сезона Кими отново изпитва проблеми с болида и в квалификацията за Гран При на Австралия е 15-и. Заради проблем с електрониката при самото състезание е принуден да стартира от бокса. Все пак Райконен завършва трети в крайното класиране. Още в следващото Гран При на Малайзия обаче печели първата си победа в кариерата. Тогава стартира от 7-а позиция. Следващото състезание в Бразилия е прекратено в 55-ата обиколка и първоначално за победител е обявен Кими Райконен. След обстоен анализ на състезанието от ФИА всъщност се оказва, че то е спряно в 53-тата обиколка и така победата е присъдена на Джанкарло Фисикела. Райконен приключва сезона на второ място на 2т. зад шампиона Михаел Шумахер, а отборът му отново е трети при конструкторите.

#### 2004
2004-та започва много зле за Кими Райконен, който има едва точка след първите 7 състезания. Отново старите проблеми с двигателя принуждават финландеца да отпадне цели 5 пъти след седем кръга от сезона. В Гран При на Франция обаче Макларън е с нов двигател MP4-19B. Резултатите веднага са налице. Райконен завършва седми, а още през следващата седмица във Великобритания печели пол-позишън и завършва състезанието втори след Михаел Шумахер. В Гран При на Белгия Кими печели единствената победа за Макларън през сезона. Райконен завършва сезона 7-и с общо 45 т.

#### 2005
Годината не започва перфектно за Кими Райконен. След три състезания той е едва 6-и в генералното класиране. В следващите три старта в Сан Марино, Барселона и Монте Карло обаче той печели три пол-позишъна. Отпада в първото в Имола, но печели другите две. Така след 6 кръга вече се очертават фаворитите за титлата – Фернандо Алонсо и Кими Райконен. Испанецът обаче допуска първата си голяма грешка едва в Канада и на практика подарява победата на опонента си. Финландецът печели цели 7 състезания, но все пак титлата отива при Алонсо. Малко утешение за него е избирането му за „Пилот на сезона“. Освен това Кими прави най-много бързи обиколки през сезона, изравнявайки за първи път рекорда на Михаел Шумахер от 10 най-бързи обиколки през 2004 година.

#### 2006
2006 година е слаба за Райконен. Не печели нито едно състезание. Записва едва 6 подиума. Най-добрите му класирания са вторите му места в Австралия и Италия. Завършва сезона на пето място с 65 т. Отборът собственост на Кими Райконен в Британската Формула 3 „Райконен Робъртсън Рейсинг“ записва много успешен сезон. Британския пилот на тима Майк Конви печели титлата при пилотите, както и престижното Гран При на Макао.

### Ферари

#### 2007
След Гран При на Италия през 2006 г. Ферари официално обявяват привличането на Кими Райконен. Финландеца подписва със Скудерията тригодишен договор, който изтича през 2009 г. Финландеца получава #6 на болида си, а съотборникът му Фелипе Маса наследява от Михаел Шумахер #5. След отказването на германеца Кими Райконен става най-скъпо платения пилот във Формула 1.
Райконен започва страхотно сезона. Грабва пол-позишън в квалификацията за Гран При на Австралия, в самото състезание записва най-бърза обиколка, а също така го и печели. Така става първият пилот на Ферари след Найджъл Менсъл през 1989 г., който печели в дебюта си за Ферари. Това е негов първи хеттрик в кариера му (полпозишън, най-бърза обиколка и победа). В следващото състезание остава трети. ВБахрейн отново е на най-долното стъпало на подиума. В четвъртия кръг отпада едва след 10 обиколки. Това го праща на четвърта позиция във временното класиране. В следващото състезание в Монте Карло взема едва точка. В Канада Кими е пети, а съотборника му Маса дисквалифициран. Седмица по-късно в САЩ Кими тръгва от четвърта позиция и финишира четвърти в края. Записва обаче най-бърза обиколка по време на състезанието. Така след 7 състезания финландеца е на цели 26т. зад лидера Люис Хамилтън. В следващия старт във Франция Кими печели втората си победа за сезона.
Тя е негова 11-а в кариерата, а също така и първата двойна победа на Ферари за 2007 г. Грешка в квалификацията във Великобритания коства на Кими пол-позишън и така той потегля втори. Все пак обаче той печели състезанието след като отново излъгва всички при влизанията в бокса. В Гран При на Европа печели своя втори пол-позишън за сезона, но отпада в 35-ата обиколка, заради проблеми в хидравликата.
В следващото Гран При на Унгария е втори след Хамилтън, но записва най-бързата обиколка в последния тур на състезанието. ВТурция Ферари печели своята втора двойна победа, но този път Кими е в подножието на върха. В следващото състезание на Монца Райконен катастрофира тежко в третата свободна тренировка и в квалификацията е принуден да кара с резервния болид, като печели пето място в квалификацията. На старта обаче се добира до четвъртата позиция, а след отпадането на Фелипе Маса става трети. За разлика от съперниците си използва тактика с едно спиране и така няколко обиколки преди финала е втори, но не успява да защити позицията си остава трети в крайното класиране. Така само 4 състезания преди края Райконен изостава на цели 18 т. от лидера.
На любимата си писта „Спа“ обаче Кими доминира през целия състезателен уикенд и след като печели всички тренировки и квалификацията, той без проблеми печели и надпреварата, а неговия съотборник остава втори. Айсмен записва своята трета победа в кариерата си в Белгия. Само 6 пилота имат три и повече победи тук. В следващото състезание в Япония малко не достига на Кими да надмине сънародника си Хейки Ковалайнен за второто място и така остава трети. В предпоследното състезание вКитай Райконен отново доминира над всички и печели състезанието. Лидера в генералното класиране Хамилтън отпада и така преди последното състезание за първи път от 1986 г. трима пилоти са в битка за титлата. Като аутсайдер обаче е смятан Кими, понеже е в твърде неизгодна позиция. На седем точки зад лидера Хамилтън и на четири зад втория Алонсо.
На Интерлагос обаче напук на всички прогнози Кими Райконен печели световната титла при пилотите. Финландецът печели състезанието, твърде много грешки допуска Люис Хамилтън и със седмото си място взема едва две точки, които му стигат за вицешампионската титла. Фернандо Алонсо остава трети в състезанието и трети в крайното класиране при пилотите за сезон 2007. До последно обаче титлата на Кими е въпрос, понеже Нико Росберг, Ник Хайдфелд и Роберт Кубица са заплашени с дисквалификация, което автоматично праща Хамилтън на четвърто място, което му стига за световна титлата. След събрание на стюардите обаче до наказание не се стига и така 6 часа след края на последното състезание за сезона Кими Райконен официално е обявен за световен шампион при пилотите за 2007 г.

#### 2008
След разочароващо начало на сезона за Ферари на пистата Албърт парк в Австралия, където и двамата пилоти на отбора не завършват, Кими печели първата си победа за сезон 2008 в Малайзия. В следващото състезание, Гран при на Бахрейн, Кими се класира четвърти на стартовата решетка и завършва втори, зад съотборника си Фелипе Маса.
В Барселона Кими взема 15-и пол позишън в кариерата си и първи за сезон 2008. Успява да победи в състезанието и да направи най-бърза обиколка. Райконен изпреварва Мика Хакинен в класирането на пилотите с най-много най-бързи обиколки и в спечелените подиуми, като това го направи най-добрия фински пилот по тези показатели.
В Турция Райконен е четвърти на грида. Въпреки повредата в предното му крило в началото на състезанието, получила се след сблъскване със сънародника му Хейки Ковалайнен, Кими успява да продължи състезанието и завърши трети. На пистата Монте Карло Кими завършва втори на квалификацията зад съотборника си Фелипе Маса. Той остава на тази позиция, докато не получава наказание, което го изпраща на шеста позиция. В крайна сметка завършва девети, след сблъсък между него и пилота на Форс Индия Адриан Сутил.
В Канада Райконен е трети на квалификацията. Не успява да завърши състезанието, заради инцидент в бокса, при който Люис Хамилтън го удря. Въпреки това отново успява да направи най-бърза обиколка.
Райконен успява да вземе 16-ата си първа позиция във Франция. Състезанието върви много добре за него и той доминира почти през цялото време, но получава повреда в изпускателната тръба и преотстъпва лидерството на съотборника си Фелипе Маса. Въпреки това е достатъчно бърз, за да задържи пилота на Тойота Ярно Трули и завършва втори.
Във Великобритания Кими се класира трети на стартовата решетка. Отново успява да направи най-бърза обиколка. Въпреки това състезанието не е от най-добрите за Ферари. По време на първото спиране в бокса, те не сменят гумите му интермедия с такива за супер мокра писта, надявайки се да не завали отново. Въпреки това на пистата се изсипва порой и Райконен пада до шесто място преди да влезе в бокса, за да си смени гумите. Завършва четвърти. След това състезание той, съотборникът му Фелипе Маса и пилотът на Макларън Мерцедес Люис Хамилтън имат еднакъв брой точки в класирането за световния шампионат при пилотите.
По време на германското Гран при, Райконен се класира шести на грида. Въпреки че по време на спиранията в бокса трябва да изчака съотборника си Фелипе Маса и се връща на пистата на 12-а позиция, Кими успява да завърши шести.
На състезанието за Голямата награда на Унгария Кими се класира шести на грида. В края на състезанието успява да изпревари Фернандо Алонсо и завършва трети след като съотборникът му Фелипе Маса не завършва поради повреда в двигателя. По време на Гран при на Европа Кими се класира четвърти на стартовата решетка, но губи едно място в първата обиколка. Не успява да завърши след проблеми в мотовилките на двигателя му, подобни на тези на съотборника му в ГП на Унгария.
В Белгия Райконен се класира четвърти на грида, но успява да изпревари Фелипе Маса и Хейки Ковалайнен на старта. По време на втората обиколка успява да изпревари и Люис Хамилтън и това го изпраща на първо място. Отново записва най-бърза обиколка. По време на битката му с Люис Хамилтън за първото място в състезанието, британецът пресича напряко завой, което е забрано според правилника на ФИА. Съдиите преценяват, че Хамилтън не е пропуснал достатъчно Райконен пред себе си и след това се е възползвал от въздушната струя от неговата кола, за да го изпревари още веднъж на първия завой. Хамилтън успява да го изпревари още веднъж, но Кими така и не завършва състезанието след удар.
В Италия Кими се класира 14-и на стартовата решетка. По време на състезанието успява да се придвижи само до 9-а позиция и не печели точки, но отново записва най-бърза обиколка. В Сингапур, първото нощно състезание в историята на Формула 1, Кими е трети на грида. Продължава обаче серията му от четири състезания без точки, тъй като отново отпада. Пак прави обаче най-бърза обиколка, която е десета за сезона за него и с това изравнява за втори път след 2005 година рекорда на Михаел Шумахер от 2004 година.
По време на Гран при на Япония Кими се класира втори на грида и прави отличен старт за разлика от взелия пол-позишън Люис Хамилтън, който се опитва да си върне лидерството, но избутва Кими извън пистата. Финландецът отива на седма позиция, но по време на състезанието успява да достигне до трето място зад Роберт Кубица и Фернандо Алонсо. След това състезание вече става ясно, че Кими няма да успее да стане за втори път шампион през 2008. В Китай Кими е втори на стартовата решетка и завършва трети зад съотборника си Фелипе Маса и пилота на Макларън Люис Хамилтън.
В последното състезание за сезона, Гран при на Бразилия, Кими е трети на стартовата решетка и запазва мястото си до края на състезанието. Този резултат му осигурява трето място и в шампионата при пилотите. Кими завършва със 75 точки зад съотборника си Фелипе Маса с 97 и Люис Хамилтън с 98. През сезон 2008 Кими постига 2 победи.

#### 2009 – 2010
През 2010 г. отборът предпочита Фернандо Алонсо, но му плаща заплатата от 16 млн. евро, въпреки че не участва в нито едно състезание от сезон 2010. 

### Лотус

#### 2012
През 2012 г. се завръща във Формула 1 след участие във Световния рали шампионат и става пилот на Лотус. . В квалификацията на 2012 Голяма награда на Австралия Кими заема незавидната 17-а позиция, но в състезанието с добра стратегия стига до 7-а позиция. В 2012 Голяма награда на Малайзия на дъждовния трилър когато победата взима Фернандо Алонсо Райконен стига до петата позиция като тръгва от 10-а. В 2012 Голяма Награда на Китай Кими тръгва от доста добрата 4-та позиция и стига до 2-рата, но към края гумите му просто не издържат и за една обиколка той е изпреварен от цели 8 пилота и е принуден да влезе в бокса и така остава на 14-а позиция. В 2012 Голяма Награда на Бахрейн Кими тръгва от едва 11-а позиция, но към средата вече е на 3-та позиция зад съотборника си от Лотус Ромен Грожан и от отбора заповядват на Грожан да пусне Кими пред себе си и той го прави. Така вече на 2-ра позиция зад германския пилот на Ред Бул Себастиан Фетел Кими започва да се бори за победата, получава само един шанс за това, но не успява и финишира на 2-ра позиция. В 2012 Голяма Награда на Испания Кими тръгва от 4-та позиция, успешно печели позиция от своя съотборник Ромен Грожан и финишира на 3-та позиция.

## Личен живот
Жени се за бившия модел и Мис Скандинавия 2000 Джени Далман на 31 юли 2004 г. в огромен замък на 100 км от Хелзинки като на сватбата присъстват точно 100 гости. Двамата живеят във Волерау, Швейцария. Няколко месеца след сватбата двамата се разделят за известно време, след като според слуховете Джени е хванала Кими в изневяра. Техни най-добри семейни приятели са Фелипе Маса и съпругата му Рафаела. Двете семейства дори са съседи в Швейцария. Развеждат се с Джени през 2014 г. Райконен се сгодява за модела Мина-Мари „Минту“ Виртанен. На 28 януари 2015 г. Виртанен ражда първото дете на двойката, син. На 7 август 2016 г. Райконен се жени за Минту на церемония в Сиена, Италия. На 16 май 2017 г. Райконен става баща за втори път – ражда му се дъщеря.
Братът на Кими Райконен – Рами Райконен е рали пилот, като е и младежки шампион на Финландия. Състезава се във финландската Формула 3. Бащата Мати Райконен на всеки по-значим успех на сина си си обръсва главата нула номер (общо три пъти го е правил като последния бе по случай световната титла на Кими). Майка му Паула е домакиня в огромната вила на сина си. 82-годишната баба на Райконен Сирка е неговата най-голяма фенка и неведнъж камерите са я засичали в бокса на Ферари по време на стартове от Ф1.
Хобитата на Кими Райконен са сноуборда и хокея на лед. През март 2007 г. докато неговите конкуренти бяха в Австралия за откриване на сезона Кими участва във финландското състезание със снежни автомобили под псевдонима „Джеймс Хънт“.

## Рекорди
- През 2005 г. Кими Райконен печели 7 състезания, но не става световен шампион. Подобно постижение има Ален Прост през 1984 г. и 1988 г. и Михаел Шумахер през 2006 г.
- През 2005 и 2008 г. изравнява рекорда на Михаел Шумахер от 2004 г. от 10 най-бързи обиколки за един сезон.
- Кими Райконен е на 3-то място по най-много бързи обиколки с 35.
- Кими Райконен е първият пилот след Найджъл Менсъл през 1989 г., който печели победа в дебюта си за Ферари.
- Постижение от пол-позишън, най-бърза обиколка и победа в дебюта си за Ферари освен Кими Райконен има само Хуан Мануел Фанджо.
- Първото място на Кими Райконен в Китай през 2007 г. носи победа номер 200, а също и подиум номер 600 в историята на Ферари (заедно с Фелипе Маса, който финишира 3-ти).
- Става втория пилот в историята, който печели световната титла след като е на трето място в генералното класиране преди последното състезание. Първият шампион във Формула 1 Джузепе Фарина прави същото през 1950-та изпреварвайки в последното състезание Хуан Мануел Фанджо и Луиджи Фаджоли.
- Кими Райконен е едва третия пилот на Ферари, който става световен шампион през първия си сезон за отбора. Това са правили само Хуан Мануел Фанджо и Джоди Шектър.
- Кими Райконен държи рекорда за най-много победи – 6 в дебютния си сезон за Ферари изпреварвайки рекорда от 5 победи на Ален Прост от 1990.
- Кими Райконен е третият финландец печелил световния шампионат след Кеке Росберг и Мика Хакинен.

## Кариера
- 1988 г. – започва да се занимава с картинг
- 1991 г. – кара в национален шампионат по картинг, клас Мини
- 1992 г. – кара в национален шампионат по картинг, клас Ракет
- 1993 г. – става 9-и в националния шампионат по картинг
- 1994 г. – 2-ро място в клас Ракет и за финландската купа
- 1995 г. – кара във Формула А; участва в състезанието Монако Къп, в което стартират само специално поканени пилоти
- 1996 г. – състезава се в европейските серии на Картинг Гран При Рейсис
- 1997 г. – печели шампионската титла във финландския шампионат клас Международен А.
- 2001 г. – Дебют във Формула 1 с тима на Заубер в Австралия. В първата си квалификация Райконен завършва 13--ти, а в часовете преди състезанието никой не знае къде е. Едва 30 минути преди старта го намират спящ в една от стаите зад бокса.[2] Завършва дебютното си състезание на 6-о място печелейки и първата си точка. Завършва сезона на 10-о място с 9 точки.
- 2002 г. – Преминава в Макларън-Мерцедес. Завършва сезон та 6-о място с 24 точки.
- 2003 г. – Печели първото си състезание във Формула 1 в Малайзия и въпреки че това е единствената му победа за сезона завършва втори в крайното класиране с 91 точки само с две по-малко от шампиона Михаел Шумахер.
- 2004 г. – Отново печели само едно състезани за сезона в Белгия. Завършва сезона на 7-о място с 45 точки. Заедно с мениджъра си Стив Робертсън основава отбор в британските серии Формула 3 – Райконен Робертсън Рейсинг.
- 2005 г. – Печели 7 състезания – Испания, Монако, Канада, Унгария, Турция, Белгия и Япония, но въпреки че събира 112 точки остава на второ място в крайното класиране след шампиона Фернандо Алонсо.
- 2006 г. – Завършва сезона на 5-о място с 65 точки без нито една победа и само две втори места. Пилотът Майк Конуей състезаващ се за Райконен Робертсън Рейсинг печели титлата в британските серии във Формула 3 а също и престижното състезание за Голямата Награда на Макао.
- 2007 г. – Световен шампион при пилотите в първия си сезон във Ферари. Печели титлата с 6 победи – Австралия, Франция, Великобритания, Белгия, Китай и Бразилия, като в края на сезона има 110 точки, само с 1 повече от класиралите се на второ и трето място – Люис Хамилтън и Фернандо Алонсо.
- 2008 г. – Завършва на трето място в крайното класиране. Записва 10 най-бързи обиколки.
- 2009 г. – Завършва сезона на 6-о място. В края на сезона от Ферари обявяват за следващия сезон, че Алонсо ще замени Райконен, въпреки че имат договор с него до края на 2010. Очакванията са, че ще се върне в Макларън, но преговорите им се провалят. Отхвърля оферта на Тойота и на 17 ноември 2009-а мениджърът му Стив Робертсън обявява, че Райконен няма да участва във Формула 1 през 2010.

## Статистика
(С получер шрифт са маркирани първите позиции на старта) (С курсив са маркирани най-бързите обиколки)
| Сезон | Отбор             | Шаси                | Двигател                   | 1       | 2       | 3       | 4       | 5       | 6       | 7       | 8     | 9       | 10      | 11    | 12      | 13      | 14      | 15      | 16      | 17      | 18    | 19    | Класиране | Точки |
| ----- | ----------------- | ------------------- | -------------------------- | ------- | ------- | ------- | ------- | ------- | ------- | ------- | ----- | ------- | ------- | ----- | ------- | ------- | ------- | ------- | ------- | ------- | ----- | ----- | --------- | ----- |
| 2001  | Заубер Петронас   | Заубер C20          | Петронас 01A 3.0 V10       | АВЛ 6   | МАЛ Ret | БРА Ret | СМР Ret | ИСП 8   | АВС 4   | МОН 10  | КАН 4 | ЕВР 10  | ФРА 7   | ВБР 5 | ГЕР Ret | УНГ 7   | БЕЛ Ret | ИТА 7   | САЩ Ret | ЯПО Ret |       |       | 10-и      | 9     |
| 2002  | Макларън-Мерцедес | Макларън MP4-17     | Мерцедес FO 110M 3.0 V10   | АВЛ 3   | МАЛ Ret | БРА 12  | СМР Ret | ИСП Ret | АВС Ret | МОН Ret | КАН 4 | ЕВР 3   | ВБР Ret | ФРА 2 | ГЕР Ret | УНГ 4   | БЕЛ Ret | ИТА Ret | САЩ Ret | ЯПО 3   |       |       | 6-и       | 24    |
| 2003  | Макларън-Мерцедес | Макларън MP4-17D    | Мерцедес FO 110M/P 3.0 V10 | АВЛ 3   | МАЛ 1   | БРА 2   | СМР 2   | ИСП Ret | АВС 2   | МОН 2   | КАН 6 | ЕВР Ret | ФРА 4   | ВБР 3 | ГЕР Ret | УНГ 2   | ИТА 4   | САЩ 2   | ЯПО 2   |         |       |       | 2-ри      | 91    |
| 2004  | Макларън-Мерцедес | Макларън MP4-19     | Мерцедес FO 110Q 3.0 V10   | АВЛ Ret | МАЛ Ret | БХР Ret | СМР 8   | ИСП 11  | МОН Ret | ЕВР Ret | КАН 5 | САЩ 6   |         |       |         |         |         |         |         |         |       |       | 7-и       | 45    |
| 2004  | Макларън-Мерцедес | Макларън MP4-19B    | Мерцедес FO 110Q 3.0 V10   |         |         |         |         |         |         |         |       |         | ФРА 7   | ВБР 2 | ГЕР Ret | УНГ Ret | БЕЛ 1   | ИТА Ret | КИТ 3   | ЯПО 6   | БРА 2 |       | 7-и       | 45    |
| 2005  | Макларън-Мерцедес | Макалрън MP4-20     | Мерцедес FO 110R 3.0 V10   | АВЛ 8   | МАЛ 9   | БХР 3   | СМР Ret | ИСП 1   | МОН 1   | ЕВР 11  | КАН 1 | САЩ DNS | ФРА 2   | ВБР 3 | ГЕР Ret | УНГ 1   | ТУР 1   | ИТА 4   | БЕЛ 1   | БРА 2   | ЯПО 1 | КИТ 2 | 2-ри      | 112   |
| 2006  | Макларън-Мерцедес | Макларън MP4-21     | Мерцедес FO 108S 2.4 V8    | БХР 3   | МАЛ Ret | АВЛ 2   | СМР 5   | ЕВР 4   | ИСП 5   | МОН Ret | ВБР 3 | КАН 3   | САЩ Ret | ФРА 5 | ГЕР 3   | УНГ Ret | ТУР Ret | ИТА 2   | КИТ Ret | ЯПО 5   | БРА 5 |       | 5-и       | 65    |
| 2007  | Ферари            | Ферари F2007        | Ферари 056 2.4 V8          | АВЛ 1   | МАЛ 3   | БХР 3   | ИСП Ret | МОН 8   | КАН 5   | САЩ 4   | ФРА 1 | ВБР 1   | ЕВР Ret | УНГ 2 | ТУР 2   | ИТА 3   | БЕЛ 1   | ЯПО 3   | КИТ 1   | БРА 1   |       |       | 1-ви      | 110   |
| 2008  | Ферари            | Ферари Ферари F2008 | Ферари 056 2.4 V8          | АВЛ 8   | МЛЗ 1   | БХР 2   | ИСП 1   | ТУР 3   | МОН 9   | КАН Ret | ФРА 2 | ВБР 4   | ГЕР 6   | УНГ 3 | ЕВР Ret | БЕЛ Ret | ИТА 9   | СИН Ret | ЯПО 3   | КИТ 3   | БРА 3 |       | 3-ти      | 75    |
| 2009  | Ферари            | Ферари Ферари F60   | Ферари 056 2.4 V8          | АВЛ 15  | МЛЗ 14  | КИТ 10  | БХР 6   | ИСП ret | МОН 3   | ТУР 9   | ВБР 8 | ГЕР ret | УНГ 2   | ЕВР 3 | БЕЛ 1   | ИТА 3   | СИН 10  | ЯПО 4   | БРА 6   | АБД 12  |       |       |           |       |

| Цвят       | Резултат                             |
| ---------- | ------------------------------------ |
| Gold       | Победа                               |
| Silver     | Второ място                          |
| Bronze     | Трето място                          |
| Green      | В зоната на точките                  |
| Blue       | Извън зоната на точките              |
| Blue       | Некласиран (NC)                      |
| Purple     | Не финиширал (Ret)                   |
| Red        | Не класиран на квалификацията (DNQ)  |
| Red        | Did not pre-qualify (DNPQ)           |
| Black      | Дисквалифициран (DSQ)                |
| White      | Не стартирал (DNS)                   |
| White      | Състезанието е прекъснато (C)        |
| Light blue | Участвал само в тренировките (PO)    |
| Light blue | Тест пилот в петък (TD) (От 2003-та) |
| Blank      | Не участвал в тренировките (DNP)     |
| Blank      | Изключен (EX)                        |
| Blank      | Неявил се (DNA)                      |

## Галерия
- 2002, Тайван
- 2002 САЩ
- След инцидента в Германия 2003
- 2003 Франция
- 2005 Канада
- 2005 Белгия
- Тестове – Силвърстоун, 2006 – 04
- Райконен по време на Гран При на Белгия, където печели четвъртата си победа за сезон 2007 г.
- Кими Райконен тества на пистата край Валенсия
- 2007, Великобритания по време на третата си победа за 2007 г.
- 2007 Бразилия – празнуване на победата в състезанието и спечелването на световната титла при пилотите